# Burg Beauregard
Die Ruine der Burg Beauregard wird auch mit dem französischen Namen (französisch Château de Beauregard) bezeichnet, was übersetzt etwa «die Burg mit dem schönen Ausblick» heisst. Sie liegt auf einem Felsvorsprung links beim Eingang des Eifischtals (französisch Val d’Anniviers), dies auf dem Gemeindegebiet von Chippis, Kanton Wallis, Schweiz. Die Höhenburg stammt vermutlich aus dem 12. Jahrhundert, und im 14. Jahrhundert gehörte sie den Freiherrn von Raron. Deren Herrschaft nahm während eines Volksaufstandes im Jahr 1417 ihr Ende, wobei die Burg zerstört wurde. Seither wurde sie nicht mehr aufgebaut. Die Ruine wurde saniert und der Zugang gesichert.

## Zugang und Ort
Die Burg wurde auf einem Felsvorsprung beim Eingang des Eifischtals, gebaut. Sie liegt zwar auf dem Gemeindegebiet von Chippis, befindet sich aber fast genau an der Grenze zur Gemeinde Anniviers. Der Platz ist einfach zu finden, weil gerade daneben ein Mast einer Hochspannungsleitung steht. Von Niouc kann man die Ruine, die auf 1013 m ü. M. liegt, etwa in einer halben Stunde erreichen. Der Bergweg ist gut gesichert, jedoch teilweise ausgesetzt.

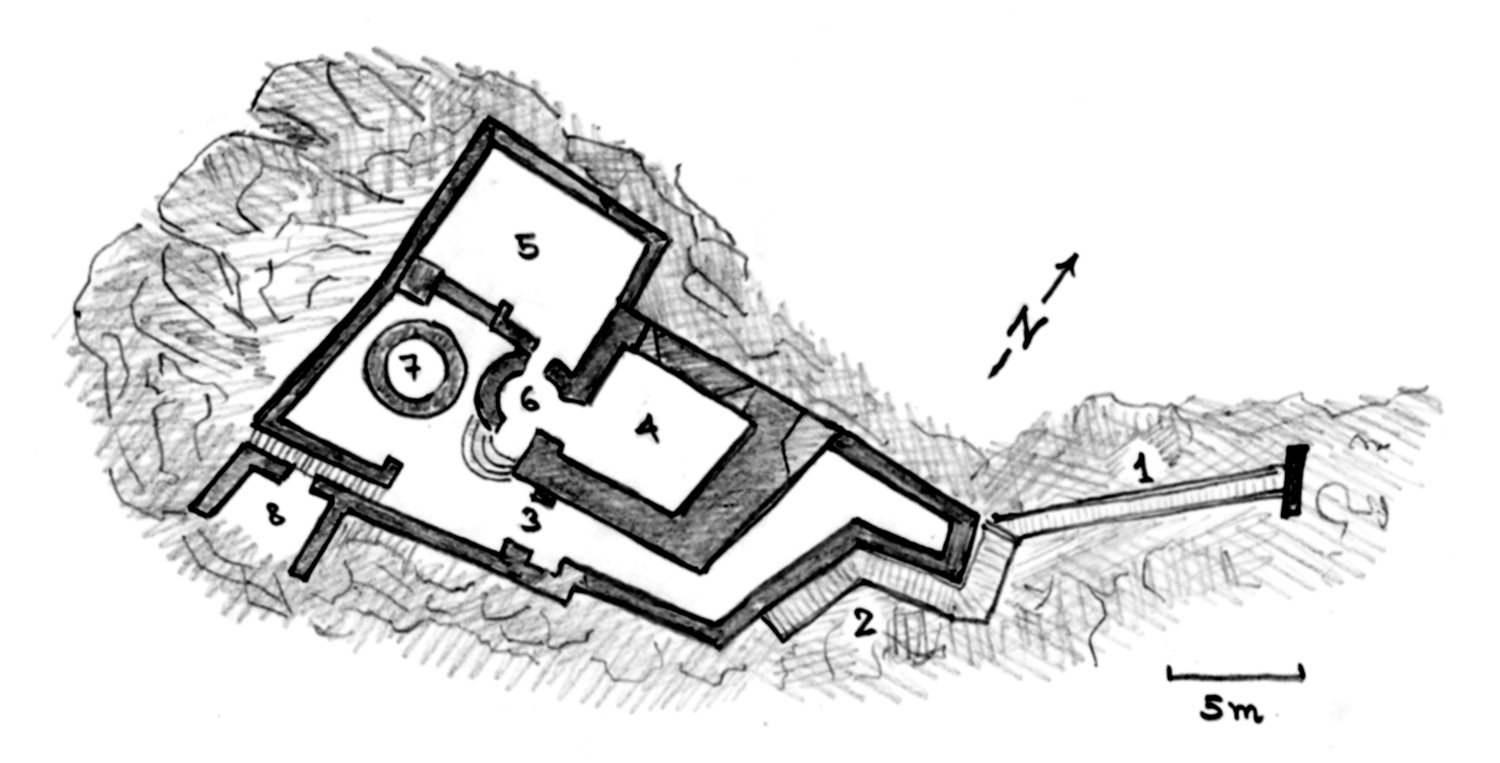
Schematischer Grundriss

Die Anlage war relativ klein, nur etwa 30 m lang und 20 m breit. Der Zugang wurde von Nordosten mit einem Holzsteg (Nr. 1 im Schema), danach durch Treppen (2), und schliesslich durch eine Türe (3) bewerkstelligt. Der Hof war von Mauern umgeben und in der Mitte standen zwei Gebäude (4) und (5). Das Untergeschoss konnte über halbrunde Treppen erreicht werden und das Obergeschoss durch eine Wendeltreppe (6). Im Osten des Hofes befand sich ein Wasserreservoir (7) und ein Speicherturm (8). Viele dieser Details kamen erst während den Ausgrabungen um 2010 zutage.
Die Lage auf dem hohen Felsen brachte dieser Burg den Übernamen die «Uneinnehmbare» (französisch l’imprenable) ein.

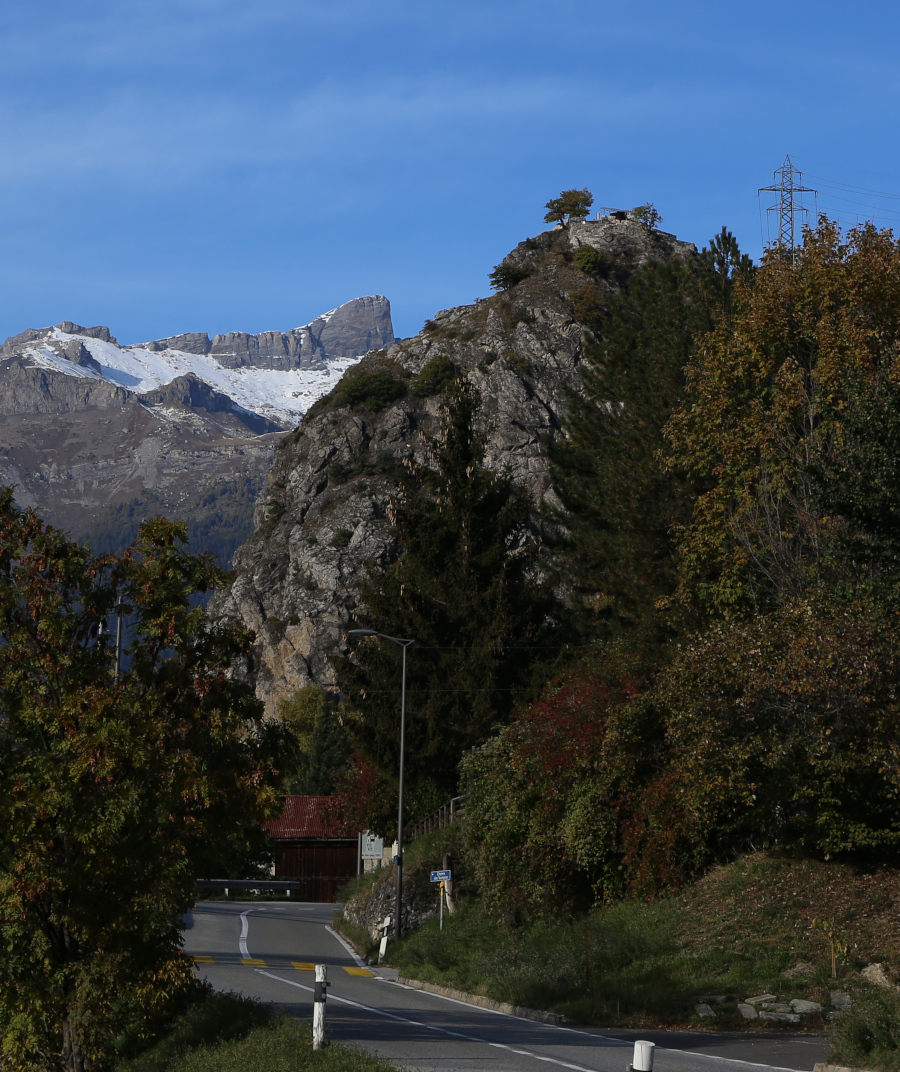
Blick auf die Ruine von Niouc. Im Vordergrund sieht man die Strasse, die nach Chippis führt, und im Hintergrund den Berg Trubelstock.

Der Zugang war tatsächlich schwierig und konnte gut geschützt werden. Anderseits war die Anlage klein, und deswegen konnte sie nur von einer kleinen Gruppe verteidigt werden, und es konnten nur beschränkte Mengen an Lebensmitteln und Wasser gelagert werden. Diese beiden Schwachstellen wurden der Burg zweimal zur Verhängnis, nämlich etwa um 1380 und 1417.

## Geschichte
Der Ursprung dieser Burg ist ungewiss. Die Bauart lässt auf das 12. Jh. schliessen, jedoch wurden deren Anfänge auch ins 11. Jh. gelegt. Als gesichert gilt hingegen, dass im 14. Jh. diese Burg den aufsteigenden Freiherrn von Raron gehörte. Beim Versuch ihre Macht weiter zu festigen, führt etwa um 1380 Peter von Raron einen Aufstand gegen den Bischof von Sitten. Dieser wird aber mit Hilfe der zahlreichen Truppen von Amadeus VII. von Savoyen niedergeschlagen. Wegen der grossen Überzahl wird auch diese Burg eingenommen, und zwei Söhne von Peter von Raron, nämlich Petermann und Heizmann von Raron, werden verhaftet und 1387 hingerichtet.

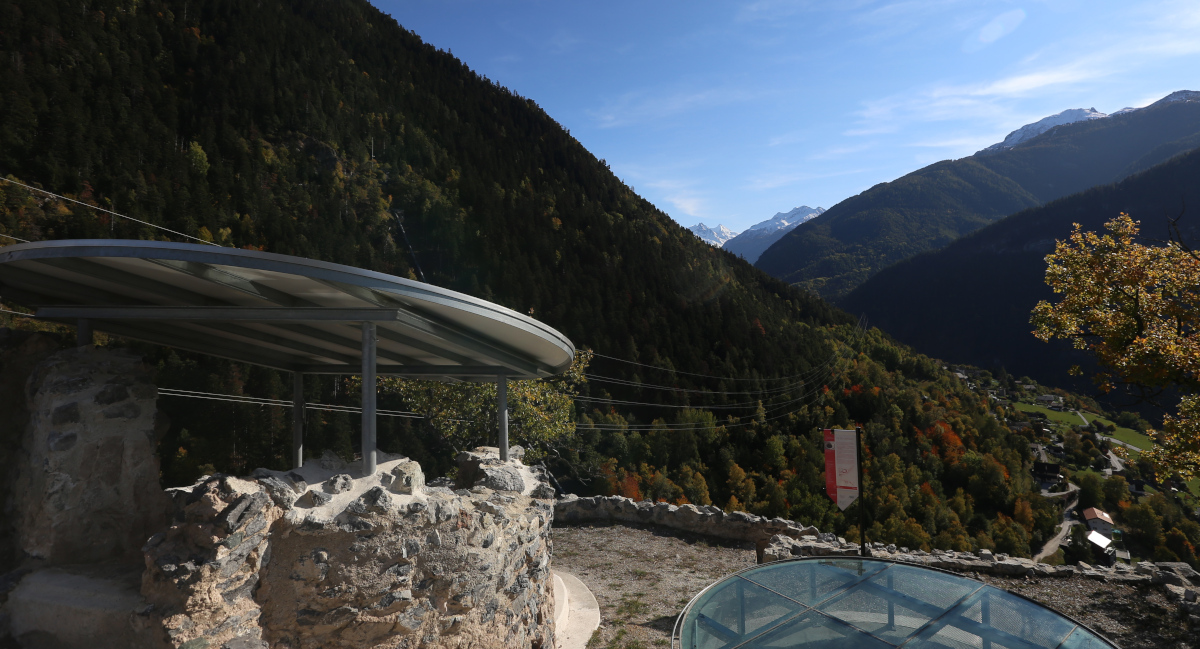
Übersicht der Ruine. Die runden Dächer schützen die Überreste des Treppenhauses (links) und des Wasserreservoirs (rechts).

Trotz diesem Schlag konnten die Freiherrn von Raron ihre Vorherrschaft weiter ausdehnen. Dabei spielten die vielen Nachkommen von Peter von Raron eine wichtige Rolle, insbesondere seine zwei weiteren Söhne, der Landeshauptmann Witschard von Raron  und der Bischof von Sitten, Wilhelm II. von Raron (auch Wilhelm V. genannt). Deren Herrschaft wurde aber immer unbeliebter, und schliesslich rebellierten die Oberwalliser während des sogenannten Raronhandels dagegen. Im Verlauf dieser Kämpfe wurde auch die Burg Beauregard belagert. Im Jahre 1417 wurde sie eingenommen und niedergebrannt. Witschard und Wilhelm haben es aber geschafft, zu flüchten. Die Asche von diesem Feuer konnte bei den Ausgrabungen festgestellt werden.
Die Burg wurde seither nie mehr aufgebaut. In den Jahren 2008–2011 wurden archäologische Untersuchungen durchgeführt. Danach wurde der Zugang zur Ruine erleichtert und gesichert.

## Fussnoten
1. 1 2  A. Antonini, J.-C. Moret: Château de Beauregard. (PDF) In: www.chateaubeauregard.ch. Travaux, Etudes et Recherches Archéologiques, rue Pré-Fleuri 12, 1950 Sion, November 2011, abgerufen am 23. Oktober 2020 (französisch).
2. 1 2  Louis Blondel, Le château de Beauregard dit l’Imprenable, Bull. Ann. Bibliothèque et Archives cantonales du Valais, 1952, p. 161–168
3. ↑  Werner Meyer: Beauregard. In: Historisches Lexikon der Schweiz.  25. April 2002, abgerufen am 27. Oktober 2020.
4. ↑  Hans Kalbermatten: Witschard von Raron. In: Historisches Lexikon der Schweiz.  28. Juli 2010, abgerufen am 27. Oktober 2020.
5. ↑  Hans Kalbermatten: Wilhelm II. von Raron. In: Historisches Lexikon der Schweiz.  28. Juli 2010, abgerufen am 27. Oktober 2020.
6. ↑  Werner Bellwald: Raronhandel. In: Historisches Lexikon der Schweiz.  18. Januar 2012, abgerufen am 27. Oktober 2020.